# Yoann Bourgeois
Pour les articles homonymes, voir Bourgeois.
Œuvres principales
Tentatives d'approches d'un point de suspension
Yoann Bourgeois est un acrobate, metteur en scène et chorégraphe français né le 7 septembre 1981 dans le Jura. À partir de 2016 il est co-directeur avec Rachid Ouramdane, puis directeur du Centre chorégraphique national de Grenoble (CCN2). En 2021, il est au centre d’une polémique pour plagiat. Il quitte le CCN2 l'année suivante.

## Biographie
Yoann Bourgeois est né d'un père professeur de sport et d'une mère infirmière puéricultrice. Il grandit à Cramans et monte sur scène pour la première fois en CM1 lors d'un atelier théâtre organisé dans son école primaire. Ses parents se séparent et vendent la maison au cirque Plume.
À 18 ans, il part en Roumanie pour rencontrer des tziganes et jouer ses spectacles de cirque.
De 2002 à 2004, il se forme à l'École nationale des arts du cirque de Rosny-sous-Bois (ENACR) puis, de 2004 à 2006, au Centre national des arts du cirque (CNAC) de Châlons-en-Champagne. Il est le seul étudiant à avoir suivi un double cursus en participant en parallèle à la formation en danse contemporaine du Centre national de danse contemporaine [Pas dans la source].
Son parcours artistique est marqué par sa collaboration avec Alexandre del Perugia, pédagogue et codirecteur du CNAC de 2003 à 2005. Il a été interprète permanent dans la compagnie de la chorégraphe Maguy Marin de 2006 à 2010 ; il a ainsi participé à la reprise de May B et de Umwelt ainsi qu'à la création de Description d'un combat et Turba, avant de monter sa propre compagnie en 2010,.
À partir de 2016, il codirige avec le chorégraphe Rachid Ouramdane le Centre chorégraphique national de Grenoble (CCN de Grenoble), le rebaptisant CCN2,. Il est le premier artiste de cirque à codiriger un CCN. Il s'appuie sur les forces du territoire[Quoi ?] pour imaginer un laboratoire de créations in-situ et participatives,. Fin mars 2021, après la nomination de Rachid Ouramdane au théâtre national de la danse à Paris, le conseil d'administration du CCN2 laisse à Yoann Bourgeois la direction du centre chorégraphique jusqu’à la fin de son mandat en 2022,.
Adepte des grands espaces, en 2017, il produit au Panthéon une création in situ nommée La Mécanique de l'histoire, une tentative d'approche d'un point de suspension,.
En décembre 2022, il quitte le CCN de Grenoble avec pour objectif de monter son lieu dans les environs de Saint-Pierre-de-Chartreuse. Son non-renouvellement est interprété par une partie de la profession comme une sanction institutionnelle, mais il n’avait pas demandé de prolongement. Le projet de centre culturel à Saint-Pierre-de Chartreuse devrait voir le jour fin 2026.

## Tentatives d'approches d'un point de suspension
Son travail est marqué par une connaissance approfondie des jeux, en particulier les jeux de vertige et de simulacre, qu'il explore et partage grâce à son « Atelier du joueur ». Ses créations ont la spécificité de réinvestir le « numéro », par l'invention de différents dispositifs physiques éloquents. Ces dispositifs spectaculaires et autonomes lui permettent de jouer partout, et en particulier là où on ne l'attend pas. Ainsi sa Fugue Trampoline est devenue en quelques années l'un des spectacles les plus emblématiques de la jeune génération.
Il axe son travail autour du point de suspension, instant particulier commun à de nombreuses disciplines de cirque (trampoline, trapèze volant, jonglage), particulièrement intense émotionnellement par sa légèreté et son caractère éphémère,. Chacun de ses dispositifs gravite autour de la notion de suspension et trace au fil des années une œuvre qu'il nomme, à partir de 2014, Tentatives d'approches d'un point de suspension,.
Yoann Bourgeois crée des situations dramatiques à partir de phénomènes physiques, comme en témoigne sa pièce Celui qui tombe dans laquelle six interprètes évoluent sur un grand plateau de bois de 36 m2 et tentent de rester debout dessus tandis qu'on lui applique des contraintes physiques (force centrifuge, gravité, équilibre précaire), le moindre de leur geste ayant un impact sur la scénographie et vice versa.

## Accusations de plagiat
En février 2021, Yoann Bourgeois est accusé de plagiat dans une vidéo diffusée anonymement qui suggère qu'il a réutilisé dans ses spectacles des séquences chorégraphiques d’une dizaine d’artistes différents,. Parmi ceux-ci, Chloé Moglia s'exprime la première à ce sujet sur sa page Facebook pour discuter prudemment les limites entre les « emprunts » de motifs chorégraphiques, l'appropriation et l'abus de pouvoir,. Le collectif Petit Travers, dont le travail est aussi montré dans la vidéo, s'exprime quelques jours plus tard pour exprimer son opposition à la « privatisation du travail artistique », et expliquer que le problème est en fait « de s’approprier ce [qui n'est] la propriété de personne ».
Yoann Bourgeois se dit « profondément blessé par cette méthode » et réfute catégoriquement les accusations,,. Il se justifie dans une tribune publiée sur le site d'ARTCENA, en expliquant que « l’histoire de l’art est une suite infinie de réinterprétations et de détournements d’idées, de motifs, de références »,, mais sans livrer les excuses que, selon Ariane Bavelier du Figaro, « chacun attendait ».
Selon Emmanuelle Bouchez de Télérama, certains parallèles faits dans la vidéo sont insignifiants, tant ces figures ont été utilisées, et « n’appartiennent plus à personne depuis longtemps » ; certaines reprises, réelles, ont fait l'objet d'une « négociation serrée sur les droits d’auteurs », mais l’artiste de rue Pierre Pélissier précise que les termes n'en ont pas toujours été respectés, ; d'autres séquences enfin, telles que l'image attribuée à Camille Boitel dans son Homme de Hus en 2003, ou la séquence de En suspens créée par Chloé Moglia et Mélissa Van Vépy en 2007, provoquent l'« embarras ». La journaliste estime que la limite entre « réminiscence inconsciente, citation, hommage ou plagiat » est trop « délicate à définir » pour qu'il lui soit possible de trancher. Un spécialiste du droit d'auteur cité par Le Figaro explique cependant que d’un point de vue strictement légal, les dispositifs réemployés par Yoann Bourgeois, y compris la scène de suspension de Moglia et Van Vépy, pourraient « difficilement être considérés comme protégés ». Selon lui, « le problème semble questionner la morale d'un comportement plutôt que le caractère contrefaisant d'une œuvre. » À la question de Bourgeois « si quelqu’un se sent floué, pourquoi n’a-t-il pas recours au droit ? », le metteur en scène Adrien Mondot répond : « personne ne porte l’affaire en justice car l’asymétrie des forces en présence est totale. » Une juriste explique que la plupart des faits soulevés par la vidéo sont prescrits,.
Certains artistes, comme le cofondateur du Cirque Plume Bernard Kudlak, regrettent le procédé consistant à diffuser une vidéo anonyme, au moment même où l'on parlait de Bourgeois pour la mise en scène d'une des cérémonies des Jeux olympiques d'été de 2024,. Mais de nombreux autres, parmi lesquels plusieurs anciens collaborateurs de Yoann Bourgeois, prennent position sévèrement,,,,. Le trampoliniste Mathurin Bolze estime que cette vidéo était la seule réponse possible quand personne ne voulait prendre conscience du problème,. En mai 2021, constatant la « ligne de défense dans le déni, inflexible, surplombante » de Yoann Bourgeois et l'absence de réaction des institutions, des centaines d'artistes signent un texte dans lequel ils demandent « une prise de position [de] celles et ceux qui soutiennent Yoann Bourgeois, en le subventionnant ou en le programmant », et s'indignent à l'idée qu'il puisse conserver sa place au CCN de Grenoble,. Le directeur général de la création artistique Christopher Miles répond à cette interpellation que « toute décision de l’administration envers Yoann Bourgeois qui [ne serait pas fondée] sur des faits établis en droit [serait] arbitraire » et souhaite à la médiation qui a été engagée d'aboutir, serait-ce judiciairement,. La présidente de la SACD, engagée depuis le printemps 2021 dans une procédure de médiation qui s'est enlisée avant d'être close en juillet 2021, publie le 13 février 2023 un texte intitulé « Petits vols entre ami/e/s » dans lequel on trouve l'évocation de l'affaire, une façon peut-être d'inviter à rouvrir le dossier.
Des œuvres litigieuses continuent d'être programmées ; c'est le cas de la Fugue/Trampoline cocréée avec Marie Fonte, redéclarée par Yoann Bourgeois sous différents noms à la SACD (e.g. Opening), avec des changements mineurs, sans autorisation de la co-autrice.
Certains artistes reconnaissent qu'au-delà de ce que le jongleur Martin Palisse décrit comme un « système de domination mis en place par Yoann Bourgeois, protégé par un réseau qui ne veut pas en entendre parler », les questions générales soulevées sur « la défense de propriété intellectuelle, de répertoire, la relation entre artistes et institutions » sont importantes et doivent être abordées collectivement. Des observateurs estiment également que cette polémique a le mérite de poser la question du droit d'auteur dans le cirque contemporain,,,.

## Œuvres

### Spectacles

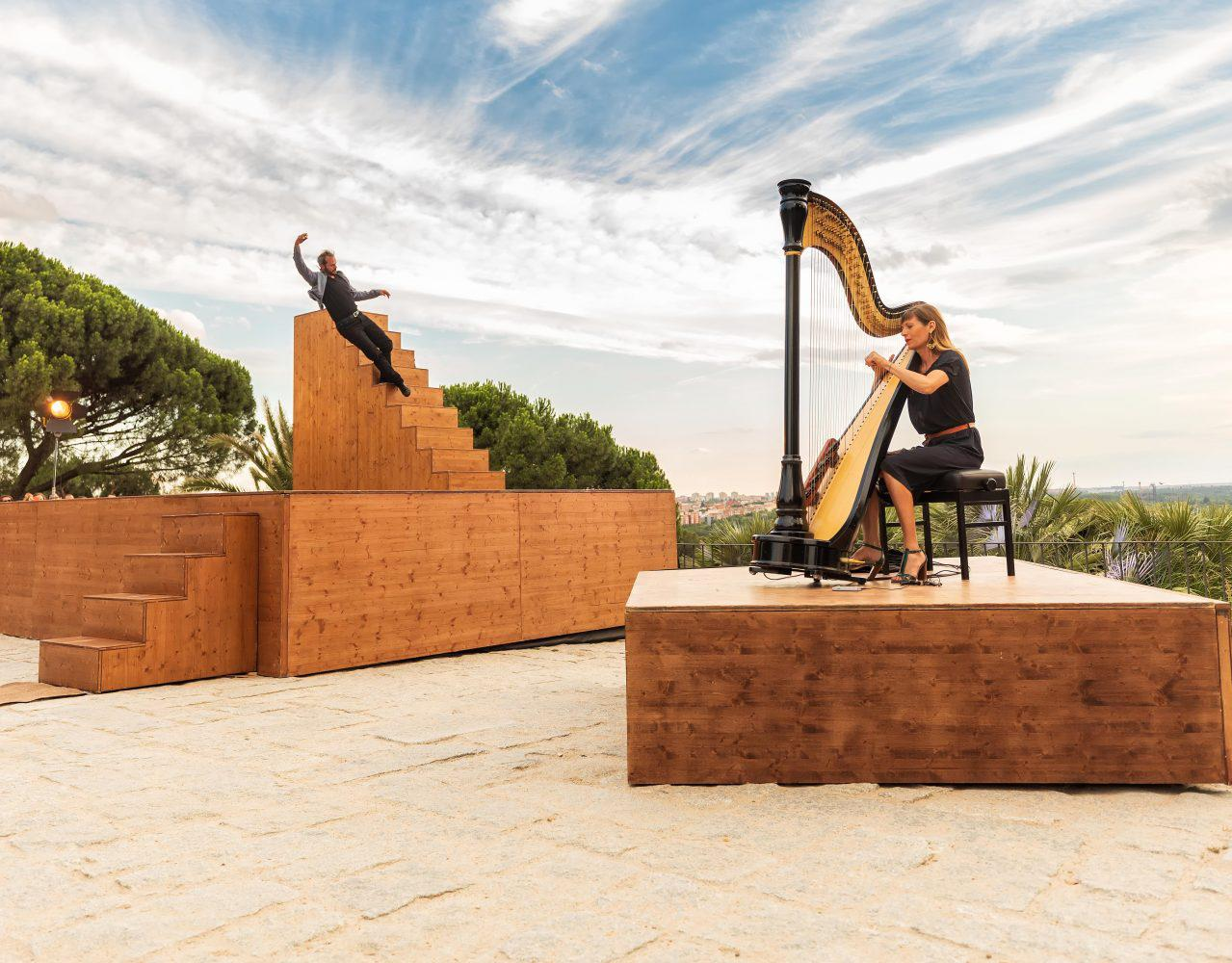
Fugue/Trampoline.

- 2008-2009 : Les Fugues (Fugue Balles, Fugue Trampoline, Fugue Table)
- 2010 : Cavale
- 2011 : L'Art de la fugue[48]
- 2012 : Autoportrait[49]
- 2012 : Wu Wei[50],[51]
- 2013 : La Balance de Levité
- 2014 : Minuit[52],[53],[54]
- 2014 : Celui qui tombe[55],[56],[57]
- 2014 : Début du projet des Tentatives d’approches d’un point de suspension[58]
- 2016 : Hourvari[59]
- 2016 : Fugue Trampoline Variation no 4[59]
- 2016 : Dialogue[59]
- 2017 : La Mécanique de l'histoire (création in situ au Panthéon - Paris)[59]
- 2017 : isu no ue[59]
- 2018 : Notre Musique[60]
- 2018 : Passants[61]
- 2018 : Scala[62]
- 2018 : Ophélie[59]
- 2018 : Fugue VR[63]
- 2019 : Requiem (Fragments)[64],[65]
- 2019 : Little Song pour le Nederlands Dans Theater 2
- 2020 : Hurricane pour la Göteborgs Operans Danskompani[66]
- 2020 : I Wonder Where The Dreams I Don’t Remember Go[67]  pour le Nederlands Dans Theater
- 2020 : in girum imus nocte et consumimur igi[59]
- 2020 : Nous tournons en rond dans la nuit et sommes consumés par le feu
- 2020 : Les Paroles impossibles[68]
- 2021 : Démocratie[69]
- 2021 : I did, did I ?[70]
- 2021 : Solitude
- 2021 : L'Homme est un point perdu entre deux infinis (avec Célimène Daudet)
- 2022 : Le Grand Saut[71],[72]
- 2022 : Yoann Bourgeois & Patrick Watson[73] (avec Patrick Watson)
- 2023 : Approche 17. Opening[74]
- 2023 : Approche 18. Touch[75]
- 2024 : Approche 19. Passage
- 2024 : Approche 20. Within
- 2024 : We loved each other so much pour la Göteborgs Operans Danskompani[76]
- 2024 : Without walls pour le Nederlands Dans Theater[77],[78]
- 2024 : Memory of a fall (avec Hania Rani)[79],[80],[81]

### Tentatives d'approches d'un point de suspension
- 2009 : Approche 1. Contrepoint[82],[83]
- 2011 : Approche 2. Courante
- 2011 : Approche 3. Table[84],[83]
- 2013 : Approche 4. Balance[83],[84]
- 2013 : Approche 5. Métamorphose
- 2013 : Approche 6. Autoportrait[84]
- 2016 : Approche 7. Hourvari[85]
- 2016 : Approche 8. Spirale
- 2016 : Approche 9. Dialogue[86]
- 2017 : Approche 10. Isu no ue[84]
- 2018 : Approche 11. Ellipse
- 2018 : Approche 12. Ophélie[87]
- 2018 : Approche 13. Fugue VR[88]
- 2018 : Approche 14. Orbe[89]
- 2020 : Approche 15. Wakuwa
- 2021 : Approche 16. Solitude
- 2023 : Approche 17. Opening[74]
- 2023 : Approche 18. Touch[75]
- 2024 : Approche 19. Passage
- 2024 : Approche 20. Ensemble

### Créations audiovisuelles
Cette section ne s'appuie pas, ou pas assez, sur des sources secondaires ou tertiaires indépendantes du sujet. Le texte peut contenir des analyses inexactes ou inédites de sources primaires.
Pour l'améliorer, ajoutez-en, ou placez des modèles {{Source secondaire souhaitée}} ou {{Source secondaire nécessaire}} sur les passages mal sourcés. (mai 2022)
- 2017 : Les Grands Fantômes avec Louise Narboni[90][source secondaire souhaitée]
- 2018 : Meet me in the Gap avec Kim Gehrig[91][source secondaire souhaitée]
- 2018 : Fugue VR avec Michel Reilhac[92]
- 2018 : Clair de lune avec Alexandre Tharaud[93][source secondaire souhaitée]
- 2019 : Apple Bounce avec Oscar Hudson[94][source secondaire souhaitée]
- 2020 : Boîte Noire, Canal +[95][source secondaire souhaitée]
- 2020 : Shine avec Yael Naim[96][source secondaire souhaitée]
- 2020 : Pardon les sentiments avec Vincent Delerm[97][source secondaire souhaitée]
- 2020 : Cool Off avec Missy Elliott[98][source secondaire souhaitée]
- 2021 : Inner Light avec Elderbrook et Bob Moses[99][source secondaire souhaitée]
- 2022 : Men’s Fall-Winter pour le Fashion Show de Louis Vuitton[100][source secondaire souhaitée]
- 2022 : Let Somebody Go avec Coldplay et Selena Gomez[101][source secondaire souhaitée]
- 2022 : Notre Musique avec Raphaël Wertheimer[102][source secondaire souhaitée]
- 2022 : Enjoy The Ride pour Jott[103]
- 2022 : As It Was avec Harry Styles[104],[105][source secondaire souhaitée]
- 2023 : un million avec Pomme[106],[107]
- 2023 : Stuck de Thirty Seconds To Mars[108]
- 2023 : Will you fall for Nina ? pour Nina Ricci[109][source secondaire souhaitée]
- 2023 : Ode to Vivian (rework) de Patrick Watson[110],[111]
- 2023 : Cadence on the Adagio, Ravel's Concerto de Alexandre Tharaud[112],[113]
- 2024 : Play has no limits pour Playstation[114],[115]
- 2025 : Endless avec Sodagreen[116],[117],[118]

### Distinctions

#### Décoration
- 2017 :  Chevalier de l'ordre des Arts et des Lettres[1]

#### Nominations
- 2016 : nomination de Celui qui tombe aux Laurence Olivier Awards dans la catégorie Best New Dance Production
- 2018 : nomination de Celui qui tombe au Dora Mavor Moore Awards dans la catégorie Outstanding Production[119]
- 2022 : nomination de As it was pour la meilleure chorégraphie, la vidéo de l'année, et la meilleure vidéo pop aux MTV Video Music Awards[120], pour le meilleur clip vidéo aux MTV Europe Music Awards[121], pour la vidéo musicale préférée aux People's Choice Awards[122], pour la favorite music video aux American Music Awards et pour le meilleur clip vidéo aux Grammy Awards[123].

#### Prix
- 2018 : 1er prix du Best Live Performance Capture au San Francisco Dance Film Festival pour son film coécrit avec Louise Narboni, The Great Ghosts[124],[125],[126]
- 2019 : Prix du Meilleur Vidéo-clip aux Victoires de la musique allemande pour Clair de lune de Debussy chez Warner Classics[127]
- 2019 : 1er prix du Best Film de IMZ Berlin pour The Great Ghosts[128]
- 2020 : Gold Award at the Americas 2020 pour Apple Bounce[réf. nécessaire]
- 2022 : Lauréat du Clip International de l'Année pour As it was aux NRJ Music Awards[réf. nécessaire]
- 2023 : Prix de la Meilleure Performance décerné aux danseurs Jean-Yves Phuong et Marie Bourgeois, de la Yoann Bourgeois Art Company, pour "Approche 7. Hourvari" au Festival TAC 2023[129],[130].
- 2024 : Mention honorable du Berlin Music Video Awards pour le clip un million de Pomme[131]
- 2024 : Belgrade Dance Festival's Jovan Ćirilov Award pour un programme artistique des Tentatives d'approches d'un point de suspension[132]
- 2025 : Prix du Best Art Direction du Creative Film Awards de Los Angeles pour le clip un million de Pomme, réalisé par Kamir Meridja[133],[134]

## Documentaire
- Yoann Bourgeois, le poète du vertige, de Mohamed Athamna, 2023[135],[136],[16]. Ce documentaire, tourné entre juin 2020 et janvier 2022, dresse un portrait attachant de l'artiste et élude complètement l'affaire de plagiat (selon Libération)[136],[16], au point qu'un ancien collaborateur dénonce une « entreprise de réhabilitation »[16].